# Provincia di Khemisset
La provincia di Khemisset è una delle province del Marocco, parte della Regione di Rabat-Salé-Kenitra.

## Geografia antropica

### Suddivisioni amministrative
La provincia di Khemisset conta 3 municipalità e 32 comuni:

#### Municipalità
- Khemisset
- Rommani
- Tiflet

#### Comuni
- Ain Johra
- Ain Sbit
- Ait Belkacem
- Ait Bouyahya El Hajjama
- Ait Ichou
- Ait Ikkou
- Ait Malek
- Ait Mimoune
- Ait Ouribel
- Ait Siberne
- Ait Yadine

- Bouqachmir
- Brachoua
- El Ganzra
- Ezzhiliga
- Houderrane
- Jemaat Moul Blad
- Khemis Sidi Yahya
- Laghoualem
- Mâaziz
- Marchouch
- Majmaa Tolba

- Moulay Driss Aghbal
- M'Qam Tolba
- Oulmes
- Sfassif
- Sidi Abderrazak
- Sidi Allal El Bahraoui
- Sidi Allal Lamsadder
- Sidi Boukhalkhal
- Sidi El Ghandour
- Tiddas